# Pograniczny
Pograniczny (biał. Пагранічны, Pahraniczny, ros. Погранічный, Pogranicznyj) – agromiasteczko na Białorusi, w obwodzie grodzieńskim, w rejonie brzostowickim, centrum administracyjne sielsowietu Pograniczny. Położone jest 54 km na wschód od Białegostoku, 4,6 km od granicy polsko-białoruskiej, u zbiegu drogi republikańskiej R99 z drogą do przejścia granicznego Bobrowniki-Brzostowica, w oficjalnej strefie przygranicznej Białorusi.
Siedziba parafii prawosławnej pw. św. Eufrozyny Połockiej.
W miejscowości znajduje się stacja kolejowa Brzostowica na linii Białystok – Wołkowysk (pociągi nie przekraczają granicy).

## Historia
Miejscowość powstała w 1885 roku jako stacja kolei żelaznej linii Wołkowysk – Białystok pod nazwą Brzostowica. Znajdowała się wówczas w granicach Imperium Rosyjskiego, w guberni grodzieńskiej, w powiecie grodzieńskim. Od 1919 r. w granicach II Rzeczypospolitej. 7 czerwca 1919 roku, wraz z całym powiatem wołkowyskim, weszła w skład okręgu brzeskiego Zarządu Cywilnego Ziem Wschodnich – tymczasowej polskiej struktury administracyjnej. Latem 1920 roku zajęta przez bolszewików, następnie odzyskana przez Polskę. 20 grudnia 1920 roku włączona wraz z powiatem do okręgu nowogródzkiego. Od 19 lutego 1921 roku w województwie białostockim, w powiecie wołkowyskim, w gminie Brzostowica Wielka.
W wyniku napaści ZSRR na Polskę we wrześniu 1939 r. stacja znalazła się pod okupacją sowiecką. 2 listopada została włączona do Białoruskiej SRR. 4 grudnia 1939 r. włączona do nowo utworzonego obwodu białostockiego, a następnie rejonu kryneckiego. Od czerwca 1941 roku pod okupacją niemiecką. 22 lipca 1941 r. włączona w skład okręgu białostockiego III Rzeszy. W 1944 roku ponownie zajęta przez wojska sowieckie i włączona do rejonu brzostowickiego obwodu grodzieńskiego Białoruskiej SRR.
W grudniu 1975 roku miejscowość otrzymała status osiedla typu robotniczego, a w marcu 1978 roku jej nazwę zmieniono na Pograniczny (biał. Pahraniczny). Od 1991 roku wchodzi w skład niepodległej Białorusi. W 2007 roku miejscowość liczyła 1,4 tys. mieszkańców. Obecnie jest to stacja przystankowa linii kolejowej Wołkowysk – Brzostowica. Znajduje się tu również urząd kontroli granicznej Brzostowica-2 oraz przejście graniczne. Swój oddział ma tu skidelska cukrownia.
Między 2005 i 2009 rokiem Pograniczny otrzymał status agromiasteczka.